# Apeadero de São João das Craveiras
El Apeadero de São João das Craveiras es una plataforma de la Línea del Alentejo, que sirve a la localidad de São João das Craveiras, en el ayuntamiento de Montijo, en Portugal.

## Características
En enero de 2012, esta plataforma era utilizada por servicios InterCidades de la operadora Comboios de Portugal.

## Historia
Este apeadero se inserta en el tramo entre las estaciones de Barreiro y Bombel de la Línea del Alentejo, que entró en servicio el 15 de junio de 1857.